# Симон Јенко
Симон Јенко (словен. Simon Jenko; Подреча, 27. октобар 1835 — Крањ, 18. октобар 1869) био је словеначки песник, текстописац и писац.

## Биографија
Рођен је 27. октобра 1835. у Подречи, Словенији, као ванбрачни син сиромашних сељака. Касније се са родитељима преселио у Праше, што је била инспирација за већину његових песама и приповедака. Локално свештенство му је омогућило да студира у Новом Месту, Клагенфурту и Љубљани. Међутим, супротно њиховим очекивањима, Јенко је одлучио да не постане свештеник, већ се уписао на Универзитет у Бечу, где је студирао право, класичну филологију и историју.
Заједно са Франом Левстиком, Јосипом Јурчићем, Јосипом Стритаром, Симоном Грегорчичем и Фран Ерјавецом, он је припадао групи истакнутих Словенаца који су прихватила прогресивну и националистичку политичку идеологију и увео је књижевни реализам у словеначку литературу. Углавном је писао лирске и патриотске песме, које откривају утицај касног романтизма. Такође је написао кратку прозу у реалистичном стилу.
Био је рођак композитора Даворина Јенка. Њих двојица су заједно компоновали песму Напреј застава славе, која је до 1980-их била незванична словеначка химна.
Преминуо је 18. октобра 1869. у Крању. Почетком октобра је оболео, вероватно од тифуса или менингитиса), те усамљен умро.
Награда Јенко се додељује сваке године за најбољу песничку збирку на словеначком језику коју је у претходне две године издало Удружење словеначких писаца.